# Heneage Finch (2e comte d'Aylesford)
Pour les articles homonymes, voir Heneage Finch.
Heneage Finch (1683-1757) est un homme politique britannique, titré Lord Guernesey de 1714 à 1719, puis 2e comte d'Aylesford.

## Biographie
Il est le fils et l'héritier de Heneage Finch (1er comte d'Aylesford) (mort en 1719).
De 1704 à 1705, il représente Maidstone à la Chambre des communes du Royaume-Uni, et est fait chevalier du comté de Surrey de 1710 à 1719. Il est le gardien des Joyaux de 1711 à 1716.
Il épouse Marie Fisher (1690 – 28 mai 1740), fille et héritière de Clément Fisher, 3e baronnet (mort en 1729) de Packington Hall, Great Packington, Warwickshire, et de sa femme, Ann Jennens. Ils ont des enfants, dont:
- Heneage Finch (3e comte d'Aylesford), fils aîné et héritier.
- Frances Finch (morte en 1761), épouse en 1741 de William Courtenay (1er vicomte Courtenay) (1710-1762) de Powderham Castle, Devon[2].

## Sources
- (en) Cet article est partiellement ou en totalité issu de l’article de Wikipédia en anglais intitulé « Heneage Finch, 2nd Earl of Aylesford » (voir la liste des auteurs).
- Dictionnaire de biographie nationale, Finch, Heneage, premier Comte de Aylesford (1647?-1719), par E. T. Bradley. Publié en 1889.